# Кравальяна
Кравальяна (італ. Cravagliana, п'єм. Cravajan-a) — муніципалітет в Італії, у регіоні П'ємонт, провінція Верчеллі.
Кравальяна розташована на відстані близько 560 км на північний захід від Рима, 100 км на північний схід від Турина, 65 км на північ від Верчеллі.
Населення — 257 осіб (2014).
Щорічний фестиваль відбувається 15 серпня. Покровитель — Maria SS. Assunta.

## Демографія
Населення за роками:

Станом на 1 січня 2023 року в муніципалітеті офіційно проживало 8 іноземців з 7 країн, серед них 1 громадянин країн Євросоюзу та 2 громадяни України.

## Сусідні муніципалітети
- Бальмучча
- Черватто
- Фобелло
- Римелла
- Росса
- Саббія
- Вальстрона
- Варалло
- Вокка